# Myrmelastes humaythae
El hormiguero de Humaitá (Myrmelastes humaythae), es una especie de ave paseriforme de la familia Thamnophilidae perteneciente al género Myrmelastes. Hasta recientemente hizo parte del género Schistocichla, que fue todo integrado a Myrmelastes en 2013. Es nativo de la cuenca amazónica en Sudamérica. 

## Distribución y hábitat
Se distribuye en el suroeste y en el centro de la Amazonia brasileña (bajo río Japurá hacia el este hasta el bajo río Negro y, al sur del río Amazonas, hacia el este hasta el río Madeira) y en el extremo norte de Bolivia (Pando).
Esta especie habita en el denso sotobosque de selvas húmedas de tierras bajas, hasta los 500 m de altitud.

## Sistemática

### Descripción original
La especie M. humaythae fue descrita por primera vez por el ornitólogo austríaco Carl Eduard Hellmayr en 1868 bajo el nombre científico Sclateria schistacea humaythae; localidad tipo «Humaitá, Río Madeira, Brasil».

### Etimología
El nombre genérico masculino «Myrmelastes» proviene del griego «murmēx»: hormiga y «lastēs»: asaltante; significando «asaltante de hormigas»; y el nombre de la especie «humaythae», se refiere a la localidad donde fue originalmente encontrada, Humaitá, estado de Amazonas, Brasil.

### Taxonomía
La presente especie fue elevada a tal rango (antes era la subespecie Schistocichla leucostigma humaythae) siguiendo a Isler et al (2007), con base en diferencias de plumaje y vocalización, lo que fue aprobado en la Propuesta N° 301 al Comité de Clasificación de Sudamérica (SACC).
Los amplios estudios de Isler et al. 2013 en relación con el género Myrmeciza, demostraron que Myrmeciza hyperythra se encontraba agrupada dentro del grupo de especies que entonces formaban el género Schistocichla (entre las cuales la presente) y que todo este grupo estaba hermanado a Sclateria naevia. A todo este grupo lo denominaron un «clado Sclateria», dentro de una tribu Pyriglenini. Para resolver esta cuestión taxonómica, propusieron agrupar M. hypeythra y Schistocichla en el género resucitado Myrmelastes. En la Propuesta N° 628 al (SACC), se aprobó este cambio, junto a todos los otros envolviendo el género Myrmeciza.
Es monotípica.